# 紅海舌鰨
紅海舌鰨為輻鰭魚綱鰈形目鰨亞目舌鰨科的其中一種，為熱帶魚類，分布於西印度洋紅海、地中海、蘇伊士運河海域，體長可達9.9公分，棲息在底層水域，生活習性不明。

## 扩展阅读
維基物種上的相關：紅海舌鰨